# Valéry Zeitoun
Pour les articles homonymes, voir Zeitoun.
Valéry Zeitoun, né le 13 février 1966 à Pantin en Seine-Saint-Denis, est un producteur français.
De 2002 à 2011, il dirige le label AZ, filiale du groupe Universal. Il se fait connaître du grand public en participant à la 2e saison de l'émission Popstars, diffusée en 2002 par la chaîne française M6. 

## Biographie

### Famille
Valéry Zeitoun est né à la clinique de Pantin en 1966 et a grandi à Paris[réf. nécessaire]. 
Il est marié et a 5 enfants issus de 3 mariages (dont 3 enfants avec Muriel Cousin)[réf. nécessaire].

### Carrière
Après avoir raté son bac, Valéry Zeitoun effectue des petits boulots. Il est notamment attaché de presse du musicien Marc Cerrone. Animateur pour la station de radio Skyrock, il entre chez CBS Disques en 1990. Zeitoun est ensuite attaché de presse chez Barclay, puis chargé de la promotion chez Mercury. En 1998, il est nommé directeur marketing et promotion chez Polydor,.
Valéry Zeitoun crée en 2002 le label AZ, filiale d'Universal Music France. Il assure alors la distribution française d'artistes internationaux comme U2, Keane, Duffy, James Morrison, Florence and the Machine et révèle Amy Winehouse au grand public français en organisant son premier concert mythique à Bobino en 2007 à Paris. 
Il signe des artistes français tels que Chimène Badi, Grand Corps Malade, Izia, La Grande Sophie. Il s'occupe également des carrières de Christophe, Michel Sardou, Michel Delpech (album duos). 
Zeitoun lance en 2010 l'opération « Je veux signer chez AZ », premier casting musical organisé sur le réseau social Facebook. Mélissa Nkonda et Victor Le Douarec sont sélectionnés à l'issue de la première édition. Alias Hilsum est lauréate de la 2e saison.
En 2014, il crée et produit Les Vieilles Canailles, réunissant ainsi sur la scène de Bercy pour 6 soirs, Jacques Dutronc, Johnny Hallyday et Eddy Mitchell.
En 2016, il produit et co-écrit le spectacle musical Un été 44[réf. nécessaire] dans lequel il révèle la carrière de la chanteuse Barbara Pravi et lui conseille de mettre en valeur son côté Piaf, ce qui lui portera chance plus tard à l'Eurovision 2021. En 2017 il produit ses tout premiers concerts au Réservoir à Paris avant de la présenter à Florent Pagny pour qu'elle devienne sa première partie pour 32 dates de la tournée 55 Tour en 2018. 
En 2017, il reproduit Les Vieilles Canailles pour une tournée de 17 dates dans toute la France qui marquera l'ultime apparition sur scène de Johnny Hallyday[réf. nécessaire].
En 2024, il crée avec Hervé Benhamou, l’agence de services pour les artistes et les producteurs de musique « BeeZee Corp ».

### Dans les médias
Le producteur apparaît à la télévision dans l'émission Poker chez les Zeitoun, diffusée en 2009 sur Canal Jimmy. Il est également juré et producteur durant la seconde saison de l'émission de télé-crochet Popstars, diffusée en 2002 par M6. L'émission révèle la chanteuse Chimène Badi, qui signera ensuite chez AZ. En 2011, la chaîne W9 diffuse Je veux signer chez Zeitoun, reportage sur la première édition du casting Je veux signer chez AZ organisé par le producteur. En 2012 et 2013, Zeitoun est chroniqueur dans Monte le son ! sur France 4. Il apparaît également dans l'émission de Valérie Damidot Y'a que les imbéciles qui ne changent pas d'avis !, diffusée par M6.
Valéry Zeitoun tourne dans plusieurs films. Il fait ses débuts au cinéma en 2005 dans Backstage de la réalisatrice Emmanuelle Bercot. En octobre 2012, il joue son propre rôle dans le film Stars 80 de Frédéric Forestier et Thomas Langmann.
Depuis septembre 2021, Valéry Zeitoun est tous les dimanches sur RTL aux côtés de Bruno Guillon pour une chronique dans l'émission Bon Dimanche Show.